# 广东省四大银行金库旧址
广东省四大银行金库旧址位于中国广东省梅州市平远县仁居镇仁居村，是民国时期中央银行、交通银行、中国银行、农民银行等四大银行的金库。一楼为金融、保卫人员的办公场所，保存黄金、现金及银元的金库则在第二层的库房及地下室之中，整幢大楼只有一个大门可供出入，为通风散热，楼体上开凿了30多个窗户。一二层均没有阳台，只有第三层才有供卫兵在高处瞭望警戒的带屋檐的阳台。二楼库房由一扇厚达20多厘米的沉重铁门把守，钢筋混凝土的墙体厚度近1米，库中没有窗户，但凿了数个圆形通风散热孔。现在金库陈列着大量当年金库使用过的钱箱、钱柜、算盘、电话和照明马灯和国民时期的一系列旧钞和一批古币供人参观。